# Cardiochiles shestakovi
Cardiochiles shestakovi är en stekelart som beskrevs av Telenga 1949. Cardiochiles shestakovi ingår i släktet Cardiochiles och familjen bracksteklar. Inga underarter finns listade.